# Chusquea maclurei
Chusquea maclurei är en gräsart som beskrevs av Lynn G. Clark. Chusquea maclurei ingår i släktet Chusquea och familjen gräs. IUCN kategoriserar arten globalt som sårbar.
Artens utbredningsområde är Ecuador. Inga underarter finns listade i Catalogue of Life.